# Waldenbachtal
Das Waldenbachtal ist ein vom Landratsamt Rottweil am 17. August 1982 durch Verordnung ausgewiesenes Landschaftsschutzgebiet auf dem Gebiet der Gemeinde Dietingen.

## Lage
Das rund 13,5 Hektar große Landschaftsschutzgebiet Waldenbachtal liegt unmittelbar südlich des Dietinger Ortsteils Rotenzimmern. Es gehört zum Naturraum Obere Gäue.
Das Waldenbachtal liegt in den geologischen Schichten des Mittleren Keupers. Im Süden steht die Trossingen-Formation an. Im weiteren Verlauf hat sich der Waldenbach bis in die Grabfeld-Formation eingegraben.

## Landschaftscharakter
Das Waldenbachtal ist eine bewaldete, landschaftsprägende Klinge im Stubensandstein. Lediglich im Norden des Gebietes, nahe der Rotenzimmerner Ortslage, ist ein offener Magerrasen Bestandteil des Gebiets, das übrige Gebiet ist von Nadelmischwald bestockt. Das Gebiet wird vom Waldenbach durchflossen.